# Стари град Вратар
Стари град Вратар је град чији се остаци налазе на подручју Жепе. Био је подигнут на једном високом (745 м), врло стрмом и тешко приступачном гребену смјештеном на другој обали ријеке Жепе. На граду су и данас очувани темељи, зидови четири округле куле, остаци велике сале и судачка столица уклесана у матичној, живој стијени.

## Изглед града
Подручје Жепе у општини Рогатица обилује бројним културно-историјским знаменитостима. Уз Андрићев мост на Жепи и Реџеп-пашину кулу са ореолом националних споменика, ту су бројни стећци и средњовјековни град Вратар који је, како кажу историчари, био средиште жупе у коме је столовала босанска средњовјековна властела Дрињачићи и Ковачевићи.
Остаци Вратара још су добро видљиви, али пажњу посјетилаца привлаче „краљев сто“ или велика столица и мала камена столица. Велика столица је камена громада која је исклесана тако да има сједиште, наслон за леђа и дио наслона за руке. Висока је око 130 cm и окренута према сјеверу, односно јужној улазној капији некадашњег града. Испред столице има много заравњеног простора, па се претпоставља да се ту некада зборовало, а говоре је, мјерећи по ововременским понашањима, држао ко други, него властелин – казују мјештани села Вратар које је смјештено на падинама истоименог брда на којем је некад био град Вратар.
Недалеко од краљеве или велике столице, налази се и друга, мала столица, која је лошије урађена или је временом оштећена. Од каквог је камена и чему је служила овдје нико не зна. На потезу су археолошки и други стручњаци ентитеског завода за заштиту културно-историјског и природног насљеђа.

## Занимљивости
За средњовјековни град везане су многе легенде. Једна од легенди је и она да је приликом градње, да би убрзала рад радника при додавању камена из руке у руку, камен гријала на ватри. 
Била су још два града овог имена: Вратар у жупи Лука око ушћа Неретве и Вратар у Сутјесци, на путу из Гацка у долину Дрине.